# Segunda superpotencia
La segunda superpotencia (o la otra superpotencia) no se refiere específicamente a una nación en particular ni a un bloque de naciones, sino a un movimiento de la sociedad civil global que llega a conseguir una enorme fuerza política y una muy buena visibilidad en la opinión pública. El término y el concepto tuvo su origen en un artículo publicado en el periódico The New York Times con fecha 17 de febrero de 2003, y con la firma de Patrick E. Tyler; y en el mismo se describía a la "opinión pública global" (enlace roto disponible en Internet Archive; véase el historial, la primera versión y la última). como una de las superpotencias internacionales y fuerza hegemónica de poder a nivel mundial.
Este concepto de segunda superpotencia se sobrepone parcialmente con el llamado quinto poder, el que se refiere a la enorme influencia derivada del intervencionismo económico y de los fenómenos sociales ligados y apoyados en Internet. Naturalmente, el concepto de ciberactivismo también es muy próximo a los dos anteriores, aunque incluido en ellos.

## Análisis del poder

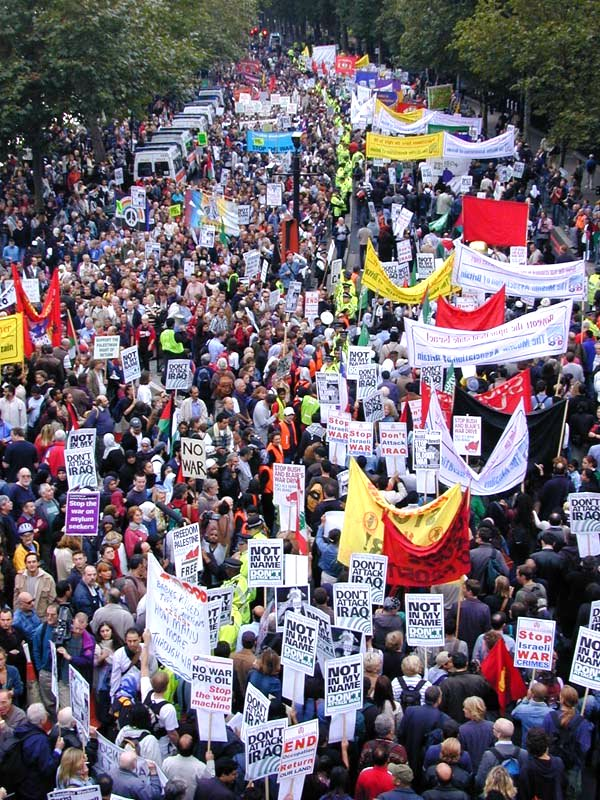
Protesta antibelicista que impulsó el uso del término segunda superpotencia.

El concepto de "segunda superpotencia" o de "segundo superpoder" (enlace roto disponible en Internet Archive; véase el historial, la primera versión y la última). ganó preeminencia con los movimientos populares de protesta antiguerra iniciados el 15 de febrero de 2003, y que luego resurgieron con características similares en distintas fechas y a raíz de diferentes enfrentamientos armados; en ciertos casos, estos movimientos de protesta lograron movilizar en una escala sin precedentes a millares de personas y de organizaciones en decenas de países, incluso léase millones de personas.
El movimiento recién aludido del año 2003 realmente estaba compuesto por varios millones de ciudadanos movilizados en varios países alrededor del mundo, preocupados por temas tales como el medio ambiente, la guerra, la salud pública, y los derechos humanos. Este movimiento, así como otros movimientos sociales globales que luego le siguieron, no se encontraba dirigido por un líder definido, ni tampoco tenía un portavoz en particular. En vez de eso, su perfil pretendía reflejar la conciencia colectiva pública más o menos construida por influencia de los medios masivos y de Internet, los que como se sabe, son capaces de difundir noticias y de convocar eventos en tiempo real y prácticamente en cualquier parte del globo.
Los participantes en la "segunda superpotencia" son simplemente personas comunes y corrientes que en forma grupal resuelven, sin el apoyo de una organización bien estructurada, convocar a acciones, transmitir ideas, y criticar medidas gubernamentales o a los mismos gobiernos, de una punta a la otra alrededor del mundo. Estos movimientos hacen sentir su voz y su presencia, a través de protestas públicas, de reiteradas intervenciones en los medios y de noticias varias transmitidas por esta vía, así como a través del ciberactivismo y de otras formas de difusión y de movilización utilizadas por las ONGs que les apoyan.
Las acciones emprendidas y la visibilidad de las mismas son de variado espectro, pues en ciertos casos se limitan a una única ciudad o a un único barrio y a algunos centenares de personas, mientas que en otros casos se generan actos de protesta realmente gigantescos y en varios países a la vez, con repercusiones a escala global o al menos a escala continental.
Obviamente, no todas las ideas inicialmente manejadas y no todos los objetivos puestos de manifiesto, consiguen perdurar en el tiempo y movilizar a una gran masa de personas en favor de una causa cualquiera, pero cuando ello ocurre, generalmente se ejerce una poderosa influencia, logrando así no solamente ser escuchados sino también influenciar en las medidas que en lo sucesivo se adopten en los niveles correspondientes. En ciertos casos los efectos que se provocan son grandes, y capaces de contrabalancear incluso al poder de un gobierno, o incluso a alguna acción internacional emprendida por una superpotencia como los Estados Unidos.

## Rol de los medios
El papel de los medios de comunicación sin duda debería circunscribirse a informar a los ciudadanos sobre eventos y propuestas en la forma más imparcial posible, para que así cada cual pueda formarse opinión sobre los asuntos de su interés.
Pero para eso lograr, es necesario que todo se canalice en un contexto democrático, capaz de interpretar con independencia las informaciones que se reciben. Esto es generalmente sentido como importante por muchos sectores populares, aunque con frecuencia también se habla y se opina de un cierto control de los medios de comunicación más importantes, por parte de ciertos sectores públicos o privados, o mismo de simple falta de objetividad de ciertos medios de masas por descuidos o desprolijidades.

## Métodos de acción
Los métodos de acción más frecuente del segundo poder o segundo superpoder son las concentraciones populares, las acampadas ciudadanas, y las marchas, en pro de alguna causa común más o menos definida y más o menos detallada.

## Limitaciones
La opinión pública global, por su carácter difuso debido a las muchas diferentes culturas involucradas, y también debido a las asimetrías que son de esperar en diferentes pueblos del mundo en cuanto a madurez de análisis y a velocidad de reacción, es considerada históricamente contradictoria, y en ciertos casos, demasiado lenta o ineficaz en cuanto a la reacción generada ante algún suceso o hecho grave.
Noam Chomsky señaló un ejemplo de lentitud analizando la guerra de Vietnam, cuando la opinión pública estadounidense solamente pasó a presionar al gobierno americano ya hacia el fin de la confrontación, aunque hoy día muchos son los que consideran que esa fue una guerra bárbara y brutal ya desde su inicio. Este destacado lingüista y analista internacional, piensa sin embargo que la situación fue muy otra frente a la guerra de Irak, no solamente porque se reaccionó y se protestó más rápido, sino también porque se lo hizo aún antes que ese conflicto pasara a ser importante en cuanto a las consecuencias y hechos bélicos que generaba.
El tratamiento de Polonia después de finalizada la Segunda Guerra Mundial, es considerada por muchos un ejemplo de incoherencia de la opinión pública, ya que en un principio y cuando dicho país fue invadido por la Alemania nazi, la opinión pública mundial apoyó fuertemente la generalización del conflicto y el inicio de la Segunda Guerra Mundial, aunque unos pocos años después y ya iniciada la posguerra, no se consideró tan negativo que Polonia quedara bajo control de la entonces poderosa Unión Soviética de Iósif Stalin, que también provocó grandes atrocidades en ese país, aunque sin generar una crítica importante por parte de la opinión pública internacional.